# Animal simbòlic
Animal simbòlic (homo symbolicus) és una expressió escrita pel filòsof neokantià Ernst Cassirer per a definir la naturalesa de l'ésser humà. És una teoria filosòfica que ressalta la capacitat de simbolització com l'essència de la persona i que, per tant, la millor forma per entendre a l'ésser humà és mitjançant l'estudi dels símbols que crea en la seva vida social.

## Orígens i significat
Tradicionalment des d'Aristòtil, s'ha caracteritzat l'ésser humà pel seu ús de la raó (animal racional) o per la seva sociabilitat natural (animal polític). Per a Cassirer, però, l'especificitat humana, allò que la diferència de la resta d'animals, no rau en la seva naturalesa física o metafísica, sinó en la seva obra. Cassirer defensa que l'ésser humà no pot ser considerat un subjecte d'estudi, sinó que, per comprendre'l, cal dur a terme una anàlisi de l'univers simbòlic que ha creat històricament.
Així, doncs, se l'ha de definir com a animal simbòlic. Sobre aquest argument, Cassirer procurà entendre la naturalesa humana explorant cadascun dels seus símbols en tots els aspectes de l'experiència humana. La religió, la ciència, el llenguatge, els mites, l'ètica, la política i l'art conformen el nostre univers simbòlic.
El seu treball es recull en l'obra de tres volums Philosophie der Symbolischen Formin (1923–29, traduït com a Filosofia de les formes simbòliques) i la seva conclusió en l'obra An Essay on Man (1944).